# Верхняя Тура
Верхняя Тура (на руски: Верхняя Тура) е град в Свердловска област, Русия. Населението на града към 1 януари 2018 година е 9039 души.

## История
Селището е основано през 1737 година, през 1941 година получава статут на град.

## Географска характеристика
Градът е разположен по брега на река Тура, на 187 км от град Екатеринбург.